# The Rhythm of the Night (álbum)
The Rhythm of the Night es el primer álbum del grupo italiano de eurodance Corona. Se lanzó el 23 de mayo de 1995, bajo los sellos discográficos DWA y ZYX. El álbum incluye el éxito mundial "The Rhythm of the Night", junto con los sencillos "Baby Baby", "Try Me Out" y "I Don't Wanna Be a Star".

## Lista de canciones
| N.º | Título                                           | Duración |  |
| 1.  | «Baby Baby»                                      | 3:48     |  |
| 2.  | «Try Me Out»                                     | 3:26     |  |
| 3.  | «Get Up and Boogie»                              | 3:14     |  |
| 4.  | «I Don't Wanna Be a Star»                        | 3:15     |  |
| 5.  | «I Want Your Love»                               | 3:44     |  |
| 6.  | «In the Name of Love»                            | 3:38     |  |
| 7.  | «I Gotta Keep Dancing»                           | 3:41     |  |
| 8.  | «The Rhythm of the Night»                        | 4:24     |  |
| 9.  | «Baby I Need Your Love»                          | 4:03     |  |
| 10. | «Don't Go Breaking My Heart»                     | 3:17     |  |
| 11. | «When I Give My Love»                            | 3:34     |  |
| 12. | «Do You Want Me»                                 | 3:28     |  |
| 13. | «You Gotta Be Movin'»                            | 5:43     |  |
| 14. | «The Rhythm of the Night (Rapino Bros 7)»        | 3:41     |  |
| 15. | «Baby Baby (Dancing Divaz Club Mix)»             | 6:08     |  |
| 16. | «The Rhythm of the Night (Lee Marrow Space Mix)» | 6:49     |  |

## Personal y créditos
- Jenny B.– Voz
- Francesco Bontempi – compositor y productor
- Pete Glenister – compositor
- Annerley Gordon – compositora

## Posicionamiento en listas
| País (Lista 1995)                            | Mejor posición |
| -------------------------------------------- | -------------- |
| Australia (ARIA Charts)                      | 10             |
| Escocia (The Official Charts Company)        | 21             |
| Estados Unidos (Billboard 200)               | 154            |
| Estados Unidos (Heatseekers Albums)          | 2              |
| Finlandia (Yleisradio)                       | 30             |
| Reino Unido (The Official UK Charts Company) | 18             |
| Suiza (Schweizer Hitparade)                  | 35             |

| País (Lista 1995) | Posición |
| ----------------- | -------- |
| Australia         | 99       |

## Certificaciones
| País                                                             | Certificación | Ventas  |
| ---------------------------------------------------------------- | ------------- | ------- |
| Australia (ARIA)                                                 | Oro           | 35,000^ |
| ^ cifras de envíos sobre la base de la certificación por sí sola |               |         |